# Гелікоїд
Геліко́їд (від грец. ἕλιξ — «витий» і εἶδος — «подібний») — гвинтова мінімальна поверхня, яка описується параметричними співвідношеннями:
{\displaystyle \ x=u\cos v}
{\displaystyle \ y=u\sin v}
{\displaystyle \ z=hv}
і утворюється рухом прямої, що обертається навколо перпендикулярної до неї осі і одночасно поступально рухається в напряму цієї осі, причому швидкості цих рухів пропорційні.

## Властивості
- Геликоїд є
  - мінімальною поверхнею
  - лінійчатою поверхнею.

Анімація показує перетворення гелікоїда в катеноїд.

- Невелику ділянку гелікоїда можна ізометрично (тобто без стиску і розтягу) гладко продеформувати в ділянку катеноїда.

Параметричне рівняння такої деформації задається системою
{\displaystyle x(u,v)=\cos \theta \,\operatorname {sh} v\,\sin u+\sin \theta \,\operatorname {ch} v\,\cos u}
{\displaystyle y(u,v)=-\cos \theta \,\operatorname {sh} v\,\cos u+\sin \theta \,\operatorname {ch} v\,\sin u}
{\displaystyle z(u,v)=u\cos \theta +v\sin \theta \,}
для {\displaystyle (u,v)\in (-\pi ,\pi ]\times (-\infty ,\infty )}, з параметром деформації {\displaystyle -\pi <\theta \leqslant \pi },
де
{\displaystyle \theta =\pi } відповідає правому гелікоїду,
{\displaystyle \theta =\pm \pi /2} відповідає катеноїду та
{\displaystyle \theta =0} відповідає лівому гелікоїду.